# Pic Lentilla
El Pic Lentilla o Campbiel SSW és una muntanya de 3.154 metres que es troba al departament dels Alts Pirineus (França).